# Арабская каллиграфия

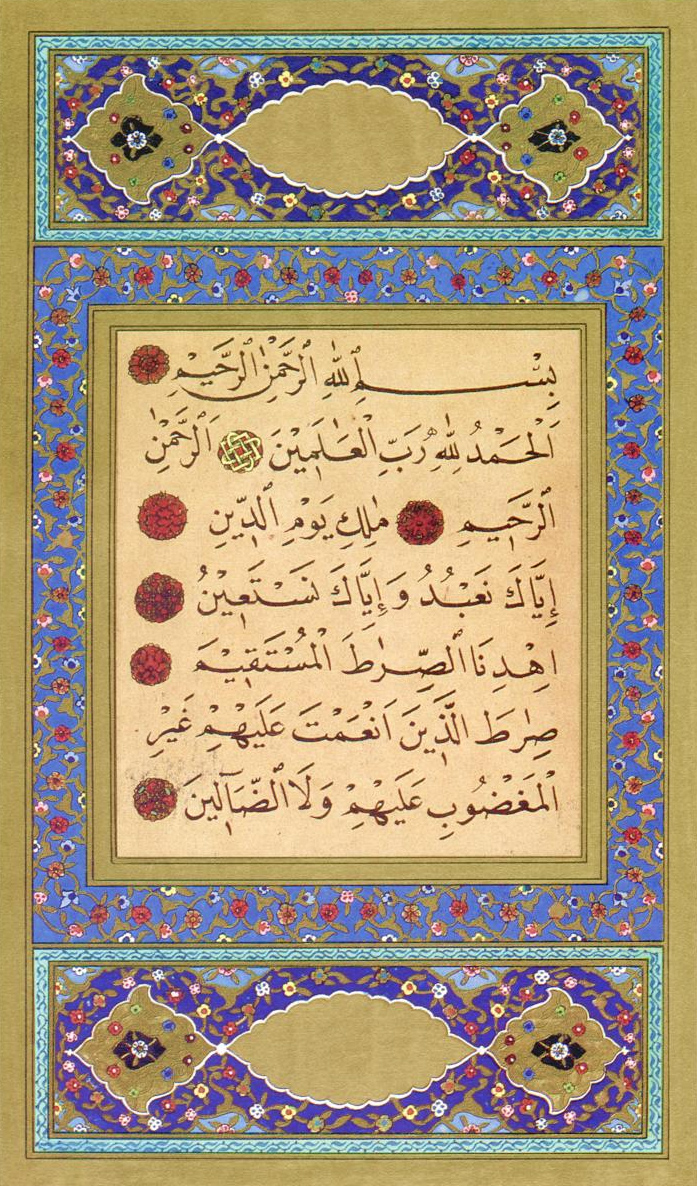
Первая сура Корана, написанная в стиле насх

Ара́бская каллигра́фия (араб. الخط العربي‎), также исламская каллиграфия — искусство каллиграфии, один из видов изобразительного искусства, в котором основным выразительным средством выступает арабская письменность, используемая в арабском, дари, пушту, персидском, уйгурском, урду и некоторых других языках.
Арабская каллиграфия получила особенное развитие именно в исламской культуре в силу существующего запрета на изображение Аллаха, пророка Мухаммеда и живых существ вообще (так называемого аниконизма). Искусство арабской каллиграфии особо почитается в мусульманском мире, являясь средством сохранения и распространения «божественного послания», заключённого в Коране.

## Основы арабской каллиграфии
Основу каллиграфической надписи составляют строгие геометрические принципы и чёткие пропорции, от этого зависит чёткость надписи и красота линии.
Основой правила составления пропорции является размер буквы «алиф», первой буквы арабского алфавита, которая представляет собой прямую вертикальную черту. Единицей измерения в каллиграфии считается арабская точка.
В каллиграфии точка имеет квадратную форму, причём размер стороны квадрата зависит от угла наклона кончика пера и от степени нажима мастера. Нажим должен быть достаточно лёгким, движение — очень точным, при этом кончик пера слегка поворачивается, так что след оставляют две грани пера.
Каллиграфическое перо, которое называют томар, состоит из 24 волосинок осла. Очень важно, как обрезан кончик пера; это зависит от пристрастий самого мастера, национальных традиций и типа наносимого текста.
Высота алифа составляет от трёх до двенадцати точек, в зависимости от стиля и индивидуального почерка каллиграфа. Ширина алифа равна одной точке. Важнейшую роль играет высота текста. Пользуясь алифом как исходной единицей, вначале мастер прописывает алифы, идентичные первому, по всему тексту. Так составляется геометрическая канва надписи, хотя на практике мастер часто вводит изменения.
Алиф также служит диаметром воображаемого круга, в который можно вписать все арабские буквы. Таким образом, основу пропорции составляют три элемента, размер которых устанавливает сам мастер — это высота и ширина алифа и воображаемый круг.
Например, в стиле насх высота алифа составляет пять точек, сульс — девять точек с крючком в три точки на кончике буквы. Важными характеристиками стиля также являются направление (угол наклона) и интервал, игра изгибов и вертикалей, артикуляция слов, гласные и точки.
В отличие от европейской письменности, арабские тексты пишутся справа налево.

## Каллиграфические стили

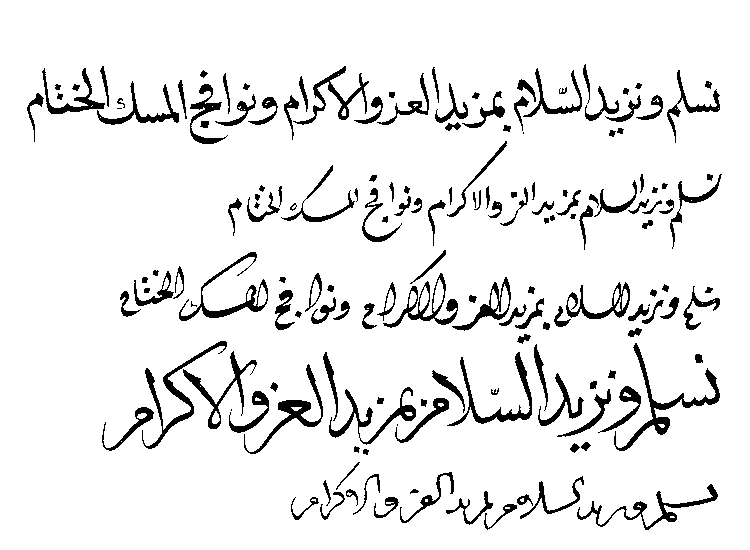
Пять основных курсивных стилей (почерков) арабского письма:
1. Насх
2. Насталик
3. Дивани
4. Сулюс
5. Рук‘а

Подобно тому, как для латинского алфавита существуют разнообразные шрифты, в которых для одних и тех же букв используются различающиеся начертания, — на протяжении истории было создано несколько стилей, «почерков» (от араб. خط‎ х̮ат̣т̣ «линия, надпись, почерк») или поши́бов для арабского письма.

Басмала, исполненная куфийским стилем, IX век, Исламский музей в Каире

В известной энциклопедии Аль-фихрист книготорговца Ибн ан-Надима встречается упоминание четырёх «перво-письменностей»: макки, мадани, басри и куфи. Самым древним стилем принято считать куфическое письмо (араб. الخط كوفي‎ al-Ḫaṭṭ al-kufi, по названию иракского города Куфа). Ему свойственны массивные, угловатые буквы, бедность лигатурами, большое расстояние между группами слитно написанных букв. На основании этого стиля выработалось множество вариаций — например, «восточный куфи», сочетающий геометрически правильные формы букв и выразительные диагональные росчерки, и «квадратный куфи», доводящий геометричность до предела — текст, написанный этим стилем, как бы вписан в квадратную решётку. Куфические стили использовались там, где скорописные (курсивные) стили неприменимы — например, в архитектурных украшениях. В настоящее время куфические шрифты применяются как декоративные в заголовках и вывесках. Один из входящих в состав Microsoft Windows арабских шрифтов, Андалуси (названный в честь Андалусии, самой западной части Арабского халифата), повторяет восточный куфический почерк. Самые ранние известные надписи куфийским шрифтом датируются VI веком. Именно этим стилем переписаны первые рукописные копии Корана.

Басмала в стиле насх

Вторым по времени создания и первым по распространённости в современном мире является шрифт насх (араб. الخط النسخ‎ al-Ḫaṭṭ an-nasḫ от араб. نسخ‎ nasaḫ «писать; копировать»). Горизонтальный, строгий почерк с тонкими линиями и округлыми формами букв. Практически все книги, издаваемые на арабском, печатаются этим шрифтом. Однако для скорописи арабами используется другой, упрощённый стиль — рук’а (араб. رقعة‎ «листок»), в котором группы точек над и под буквами сливаются в чёрточки. Этому почерку свойственны короткие росчерки, вариация вертикального положения букв, большое количество лигатур. Насх и рук’а — два каллиграфических стиля, владение которыми обязательно для грамотного араба. Считается, что именно от этого стиля происходят все более поздние вариации арабских шрифтов.

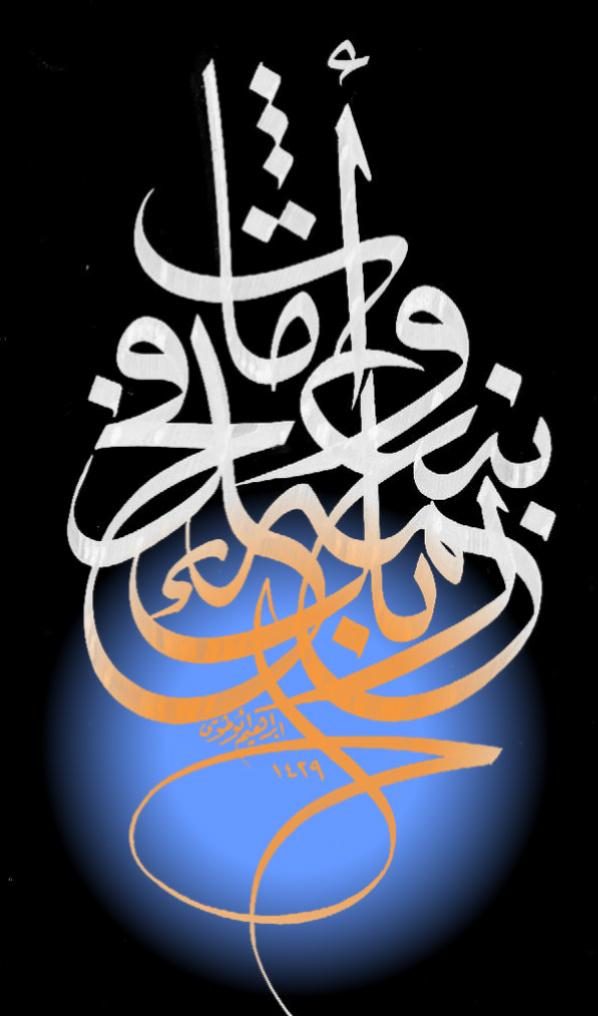
Стиль сулюс

Некоторые каллиграфические стили использовались только в декоративных целях, то есть для каллиграмм — художественных произведений каллиграфов. Таков шрифт сулюс или сульс (араб. الخط الثُلُث‎ al-Ḫaṭṭ al-Ṯuluṯ «одна треть», тур. Sülüs) — более энергичный и монументальный стиль с длинными вертикальными линиями, широкими свободными росчерками; в этом шрифте округлые элементы букв заменены изгибами и петлями. Криволинейные и прямолинейные элементы соотносятся в пропорции 1/3. Сюда также относится китайский стиль сини (араб. صيني‎), в котором соединены традиции арабской и китайской каллиграфии. Стиль сини, отличающийся свободным пространственным расположением букв, длинными и широкими изогнутыми линиями, используется для украшения китайских мечетей.

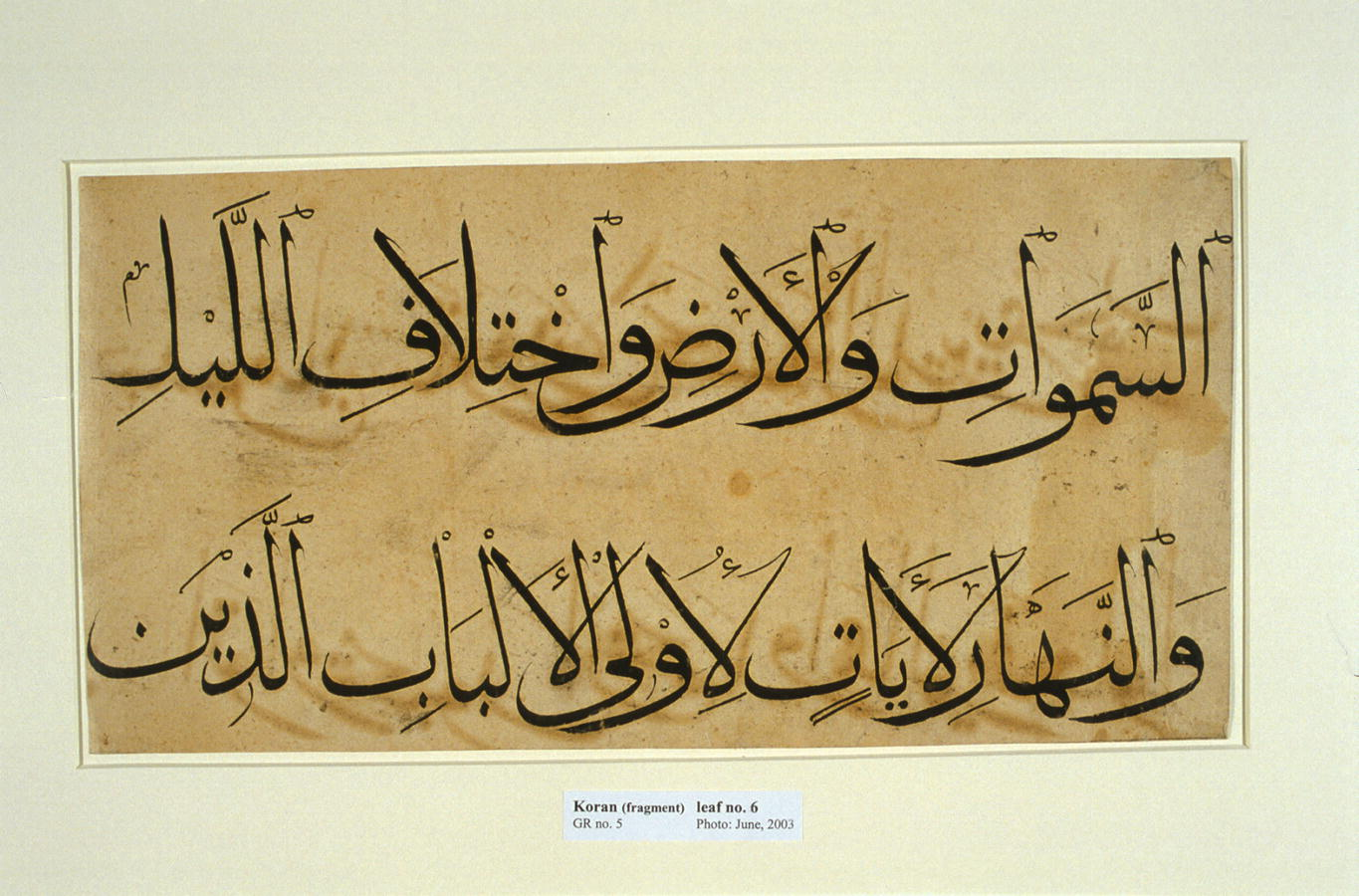
Стиль мухаккак

Мухаккак (араб. الخط المُحَقَّق‎ al-Ḫaṭṭ al-muḥaqqaq) — производный от сулюса стиль, с растянутыми горизонтальными линиями. Редко встречается после XVI века.
Скорописный стиль рук’а или рика (араб. خط الرقعة‎) — самый распространённый стиль ручного почерка, отличается чёткими короткими, прямыми линиями и простыми изгибами. Широко применялся как канцелярский шрифт во времена османской империи. В наши дни используется, среди прочего, в заголовках газет и в рекламе.
Народами, перенявшими арабское письмо для собственных языков, вырабатывались собственные каллиграфические стили. Так, османскими турками использовался стиль дивани (ديواني), отличавшийся тесным расположением букв и их сложными, округло-ломаными формами. В Иране и Пакистане приобрёл популярность наста`ли́к (от насх и та`лик (араб. تعليق‎) «висящий»), остающийся до сих пор основным используемым почерком в этих странах. Ему, как и стилю рук’а, свойственны вариация вертикального положения букв и большое количество лигатур; однако его росчерки более длинные и свободные. Арабы называют почерк наста`лик «персидским». Почерком насталик записывается единственная в мире рукописная ежедневная газета — Мусальман.

### Хат мадани

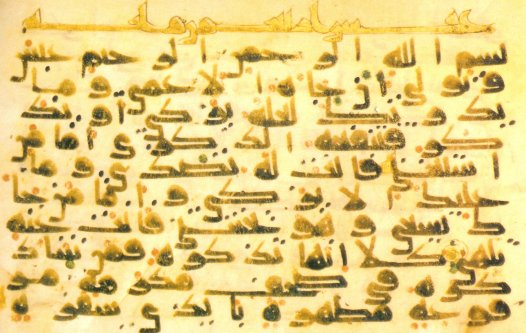
Хат мадани

Шрифт мадани, мединский шрифт (араб. خط مدني‎) — для него характерна относительная округлость букв. Имеет 3 разновидности. Для разновидности мудаввар характерны круглые петли букв вав (ﻭ), фа’ (ﻑ), каф (ﻕ), мим (ﻡ), ‘айн (ع), гайн (غ)и конечной ха’ (ﻩ).

## Каллиграффити
Мода на каллиграффити возникла на Западе в начале XXI века. Основные центры — Гарлем, где проживает множество новообращенных чернокожих мусульман, Африка и Швеция (Нильс Мельман). Каллиграффити более текстуальны содержательно, чем традиционные граффити Америки и Европы. Каллиграфферы чаще всего разрисовывают стены исламскими священными формулами, зикрами, такими как «Аллаху Акбар» и аятами Корана.
Отметим, что в настоящее время каллиграфия в целом — наиболее быстроразвивающееся и перспективное направление в исламском искусстве. Основная причина в том, что именно она окончательно легализует образы существ, так как ислам не запрещает рисовать живых существ как сумму арабских букв, переплетенную в нечто наподобие контуров человека или животного (тугра).